# Sciopero delle lancette
Lo sciopero delle lancette fu il nome dato ad una agitazione operaia scoppiata a Torino nell'aprile del 1920, che si opponeva all'applicazione dell'ora legale, evento che costringeva gli operai a uscire di casa per recarsi in fabbrica col buio anche in primavera ed estate. La contestazione sfociò in una serie di lotte ed episodi di occupazione delle fabbriche. Gli operai dettero vita ai consigli di fabbrica e per il loro riconoscimento si movimentò l'intera classe operaia torinese per dieci giorni di seguito (i soli metallurgici per un mese intero).
Tra i promotori ci fu Pietro Ferrero.
Alla Fiat Brevetti, per protesta, vennero portate indietro di un'ora le lancette di tutti gli orologi dello stabilimento. La dirigenza dell'azienda rispose licenziando tutta la commissione interna.
Il movimento si esaurì una volta sconfessato dal PSI e dalla CGL.

## Il contesto
L'Italia uscita dal primo conflitto mondiale era afflitta da numerosi problemi: la necessità di convertire parte dell'industria bellica in industria civile, l'aumento della disoccupazione, il reinserimento degli ex soldati all'interno della società, le forti tensioni tra nazionalisti e movimento operaio.
Gli anarchici, che dovevano ricostruire le proprie file dopo la stretta repressiva operata dalle autorità nel corso della guerra, diedero vita, nel 1919, ad una organizzazione nazionale, l'Unione anarchica italiana. Continuarono l'attività di propaganda, l'attività sindacale all'interno dell'Unione sindacale italiana, tornarono a fare propaganda nelle città e nelle campagne per rendere i lavoratori coscienti dei propri diritti.
Già nel corso del 1919, comunque, la tensione sociale era cresciuta notevolmente. Numerose erano state le manifestazioni spontanee contro il carovita. Ad esse avevano partecipato anche le donne, spesso tra le promotrici e comunque in prima fila. L'anno successivo gli operai chiesero consistenti aumenti salariali, per bilanciare l'inflazione che erodeva i loro stipendi. Il governo cercò di venire incontro alle richieste dei lavoratori con l'introduzione a febbraio della giornata lavorativa di otto ore per i metalmeccanici e un meccanismo simile alla scala mobile, oltre all'invito rivolto ai socialisti riformisti di collaborare al governo. I sindacati potevano contare su un seguito imponente: la Confederazione Generale del Lavoro aveva quasi due milioni di iscritti; nettamente più piccola, ma comunque consistente, era l'Usi, a cui aderivano circa 300 000 persone. Essi decisero perciò di dare inizio all'ostruzionismo, a cui gli industriali risposero con la serrata. Il gesto di sfida degli imprenditori fece precipitare gli eventi. Gli operai metallurgici di Milano e Torino, infatti, occuparono le principali fabbriche; in breve tempo la protesta si estese anche ad altre città fino a contare 300 stabilimenti in mano a circa 500 000 operai. Gli anarchici presero parte agli eventi con grande entusiasmo. Così scriveva l'Umanità Nova:
«Per noi anarchici il movimento è molto serio e dobbiamo fare il possibile per incanalarlo verso una maggiore estensione tracciando un programma preciso di attuazioni da completarsi e perfezionarsi radicalmente ogni giorno, prevenendo oggi le difficoltà di domani perché il movimento non vada ad infrangersi e ad esaurirsi.»

## Il PSI
Nonostante la passività dei dirigenti della Confederazione del lavoro e del Partito socialista italiano, buona parte della popolazione operaia vede ancora in queste due organizzazioni gli strumenti per abbattere la macchina dello stato borghese. Nell'ottobre del 1919 a Bologna si tenne il congresso del Partito Socialista, che fino ad allora era stato diretto dall'ala riformista di Filippo Turati, ma che venne sconfitta dall'area massimalista di Costantino Lazzari e Giacinto Menotti Serrati.
La posizione dei massimalisti è estremamente ambigua: rivoluzionaria a parole, ma estremamente moderata nei metodi e nell'organizzazione del proletariato rivoluzionario. Visto l'atteggiamento mediatore che ebbero con l'apparato burocratico, comunque, questo rimase in mano ai riformisti. Il PSI era comunque nato nel secolo precedente con un'impostazione positivistica, evoluzionista e scientista. Non era facile trasformarlo dall'oggi al domani in un partito rivoluzionario. Per quasi 40 anni il PSI era stato il partito dei lavoratori e i massimalisti, in quella fase politica di passaggio, pur avvertendo il bisogno di un suo rinnovamento profondo, ne tenevano conto. 
Alle elezioni del novembre 1919 il PSI diventò il più forte partito organizzato del paese, prendendo 1 840 000 voti e 156 seggi. L'affermazione del PSI fu determinata dal clima incandescente e rivoluzionario della società e in dicembre in tutta Italia dilagarono per alcuni giorni manifestazioni popolari e aggressioni ad ufficiali, sedi nazionaliste e fasciste.

## L'Ordine Nuovo
Nel maggio 1919 quattro giovani socialisti (Antonio Gramsci, Palmiro Togliatti, Umberto Elia Terracini e Angelo Tasca) fondano l'Ordine Nuovo, una rassegna settimanale che intendeva "mobilitare le intelligenze e volontà socialiste". 
L'intenzione principale del gruppo era quella di formare un'avanguardia di operai e studenti, attraverso una paziente propaganda marxista. Ciò che accomunava i fondatori della rivista era l'ispirazione alla Rivoluzione d'Ottobre; il 15 maggio uscì il primo numero della rivista e nei suoi articoli Gramsci affermava che il consiglio di fabbrica doveva essere eletto da tutti i lavoratori, indipendentemente dalla loro collocazione politica, in modo che gli operai assumessero in pieno la funzione dirigente che spettava loro in quanto "produttori". 
Gli ordinovisti cercavano anche, nel concreto, di elaborare gli strumenti che potevano permettere al proletariato di estromettere la borghesia nella gestione economica della società. La loro attenzione si rivolse alle Commissioni Interne, in quanto strumento dalla natura contraddittoria: venivano usate dai lavoratori come arma di difesa contro gli industriali e i rappresentanti militari in azienda, ma allo stesso tempo erano viste dalle autorità governative come lo strumento di collaborazione, tra operai e industriali.
Con l'acutizzarsi della lotta di classe, il protagonismo dei lavoratori fece diventare tali commissioni sempre più degli organismi che esprimevano gli interessi della classe operaia, dei veri e propri embrioni del controllo operaio. Miravano a garantire i diritti dei lavoratori, a rivendicare gli aumenti salariali, a difendere le varie condizioni lavorative.
Gli ordinovisti comprendevano tutti i limiti di democrazia delle Commissioni, ma diedero indicazione ai lavoratori socialisti di operarvi all'interno per scardinarle. Rivendicano infatti la necessità di un organismo autonomo e democratico fondato su questi criteri: il diritto di tutti gli operai di eleggere i membri della Commissione e l'organizzazione della rappresentanza operaia per unità produttiva.
I dirigenti riformisti accusarono l'Ordine Nuovo di voler scompaginare le file del sindacato e del partito. Gramsci rispose spiegando come "la creazione di nuove istituzioni operaie a tipo soviettista non diminuirà la potenza delle istituzioni attuali ma darà loro una base permanente e più concreta". Ciò che evidenziavano gli ordinovisti era il fatto che non era il partito a fare la rivoluzione, ma la classe operaia organizzata. I dirigenti riformisti, spaventati dalla portata rivoluzionaria e di classe delle nuove strutture del proletariato torinese, fecero di tutto per non diffondere in tutto il paese l'esperienza dei Consigli. 
Inoltre, Gramsci ritenne necessario collegare i nuovi organi della democrazia operaia con la città e le campagne, in modo tale da strutturare le prime fondamenta di uno stato nuovo. Si stava delineando una battaglia che non poteva essere limitata alle officine ma doveva allargarsi alle altre fasce sociali produttive, come contadini e ceti medi per poter distruggere lo stato borghese e sostituirlo con uno stato diretto dalla classe operaia.

## Preludio alla lotta
Già dai primi mesi del 1920 la situazione si fece più turbolenta e si determinò un salto di qualità. Alle occupazioni delle officine, come avvenne per il cotonificio Mazzonis tra febbraio e marzo, si affiancarono le parole d'ordine del Consiglio e del governo proletario.
Il caso che fece scoppiare la protesta tra gli operai metallurgici riguardò in apparenza la questione dell'ora legale, misura applicata durante la guerra dalle industrie per risparmiare energia e mal digerita dai lavoratori; la questione di fondo tuttavia era il riconoscimento o meno del potere dei consigli di fabbrica. Il 22 marzo la Commissione Interna delle “Industrie Metallurgiche” si oppose all'ora legale e un operaio riportò indietro le lancette. La Direzione usò l'episodio come pretesto per dimostrare il proprio potere licenziando tre operai della Commissione Interna e multandola; al che i lavoratori convocarono uno sciopero che durò tre giorni, che passò appunto alla storia come "sciopero delle lancette".
Lo sciopero dilagò in tutte le officine e l'Amma (padronale metalmeccanica) rispose con la serrata generale degli stabilimenti metallurgici e con l'occupazione militare delle aziende.

## Dichiarazione ufficiale di sciopero
Questi eventi videro gli anarchici rimanere ai margini della lotta operaia. Nel bene e nel male, gli avvenimenti furono infatti decisi dai sindacalisti della Confederazione e dai dirigenti socialisti.
L'Unione anarchica ebbe un ruolo trascurabile. I militanti libertari ebbero una funzione importante all'interno del Sindacato Ferrovieri Italiani (Sfi), che diede un apporto fondamentale nel tentativo di portare avanti la produzione, mettendo a disposizione numerosi convogli per il trasporto dei prodotti. L'Usi contribuì alla gestione degli stabilimenti, ma dimostrò di non avere una influenza sulle masse nemmeno paragonabile a quella della CGdL. Quando quest'ultima decise di far uscire gli operai dalle fabbriche, non poté fare altro che adeguarsi, anche se a malincuore.
Il 13 aprile il Consiglio delle Leghe (una sorta di esecutivo delle Commissioni) convocò uno sciopero generale al quale aderirono 200 000 operai torinesi. Venne dispiegato un intero esercito in assetto da guerra con mitragliatrici e autoblindo che assediarono le Camere del lavoro, le sedi del Psi e i punti strategici della città. Il 14 aprile lo sciopero si estese a livello regionale, coinvolgendo così 500 000 lavoratori delle città e delle campagne.
Non mancano anche casi di solidarietà spontanea tra gli operai di diverse altre città. A Livorno, Firenze, Genova e Bologna i ferrovieri bloccarono i treni carichi di truppe dirette a Torino, e spesso vennero convocate manifestazioni spontanee nelle quali echeggiava il grido “Viva i metallurgici torinesi! Viva i consigli di fabbrica!“. 
Il 24 aprile Ludovico D'Aragona, segretario della CGL, firmò un compromesso con gli industriali. Le Commissioni Interne e i Consigli di Fabbrica non vennero aboliti, ma nello stesso tempo non ne furono riconosciuti i ruoli di controllo, che per un anno i lavoratori avevano rivendicato con la loro lotta. La sconfitta fu chiara agli occhi di tutti: una simile lotta politica poteva avanzare in senso rivoluzionario oppure restaurare il regime capitalistico in fabbrica con una dura repressione. Solo i dirigenti della Cgl e del Psi potevano decidere in quale direzione portare il movimento e scelsero la seconda. Gramsci commentò così l'intera vicenda: «La classe operaia torinese è stata sconfitta. Tra le condizioni che hanno determinato la sconfitta è anche la superstizione, la cortezza di mente dei responsabili del movimento operaio italiano (…) La vasta offensiva capitalista fu minuziosamente preparata senza che lo 'Stato maggiore' della classe operaia organizzata se ne accorgesse, se ne preoccupasse: e questa assenza delle centrali dell'organizzazione divenne una condizione della lotta, un'arma tremenda in mano agli industriali (…) Bisogna coordinare Torino con le forze sindacali rivoluzionarie di tutta Italia, bisogna impostare un piano organico di rinnovamento dell'apparato sindacale che permetta alla volontà delle masse di esprimersi.»

## Conclusione
Mentre gli industriali schieravano contro i lavoratori torinesi tutto l'apparato repressivo dello Stato, i dirigenti del PSI e della CGL fecero di tutto per isolare gli operai torinesi. La direzione massimalista del Psi si dimostrò infatti completamente incapace di applicare le parole ai fatti e di liberarsi dai legami con il gruppo parlamentare ancora in mano ai turatiani e con i dirigenti riformisti della CGL.
La vicenda finì con un effimero successo sindacale: i lavoratori ottennero consistenti aumenti salariali e la promessa, mai mantenuta, di una loro maggiore partecipazione al controllo delle aziende. Dal punto di vista politico la disfatta fu, invece, innegabile. 
Nel settembre del 1920, con l'occupazione delle fabbriche, questo limite esistente durante tutto il Biennio rosso si svilupperà ulteriormente, fino alla sconfitta definitiva del movimento rivoluzionario e l'ascesa del fascismo.